# Stanisław Turski (wojskowy)
Stanisław Turski (ur. 14 września 1882, zm. 2 grudnia 1938 w Krakowie) – doktor, podpułkownik artylerii Wojska Polskiego.

## Życiorys
W czasie I wojny światowej walczył w szeregach cesarskiej i królewskiej armii. 1 maja 1915 roku został mianowany porucznikiem rezerwy artylerii. Jego oddziałem macierzystym był pułk artylerii polowej nr 7 K.
W marcu 1920 roku dowodził baterią zapasową artylerii konnej nr 2 stacjonującą czasowo w Górze Kalwarii. Od 10 maja 1921 roku dowodził 7 dywizjonem artylerii konnej Wielkopolskiej w Poznaniu. 25 października 1921 roku został przeniesiony do rezerwy.
W 1922 został zweryfikowany w stopniu majora ze starszeństwem z dniem 1 czerwca 1919 i 46. lokatą w korpusie oficerów rezerwowych artylerii. W 1923 był oficerem rezerwowym 7 dywizjonu artylerii konnej. W sierpniu 1924 roku jako oficer rezerwy powołany do służby czynnej został przeniesiony z 7 do 10 dywizjonu artylerii konnej w Jarosławiu. W listopadzie tego roku został odkomenderowany z 10 do 5 dak w Krakowie do 31 grudnia 1924 roku. 11 marca 1925 roku Prezydent RP zatwierdził go w stopniu podpułkownika ze starszeństwem z dniem 1 czerwca 1919 roku i 28. lokatą w korpusie oficerów rezerwy artylerii. Później został powołany do czynnej służby wojskowej, a 28 lutego 1926 roku zwolniony z niej.
W 1934, jako oficer pospolitego ruszenia, pozostawał w ewidencji Powiatowej Komendy Uzupełnień Warszawa Miasto III. Posiadał przydział do Oficerskiej Kadry Okręgowej Nr I i był wówczas „przewidziany do użycia w czasie wojny”. Zmarł 2 grudnia 1938 roku w Krakowie i tam trzy dni później został pochowany.

## Ordery i odznaczenia
- Krzyż Wojskowy Karola